# Nikolaus Niemeier

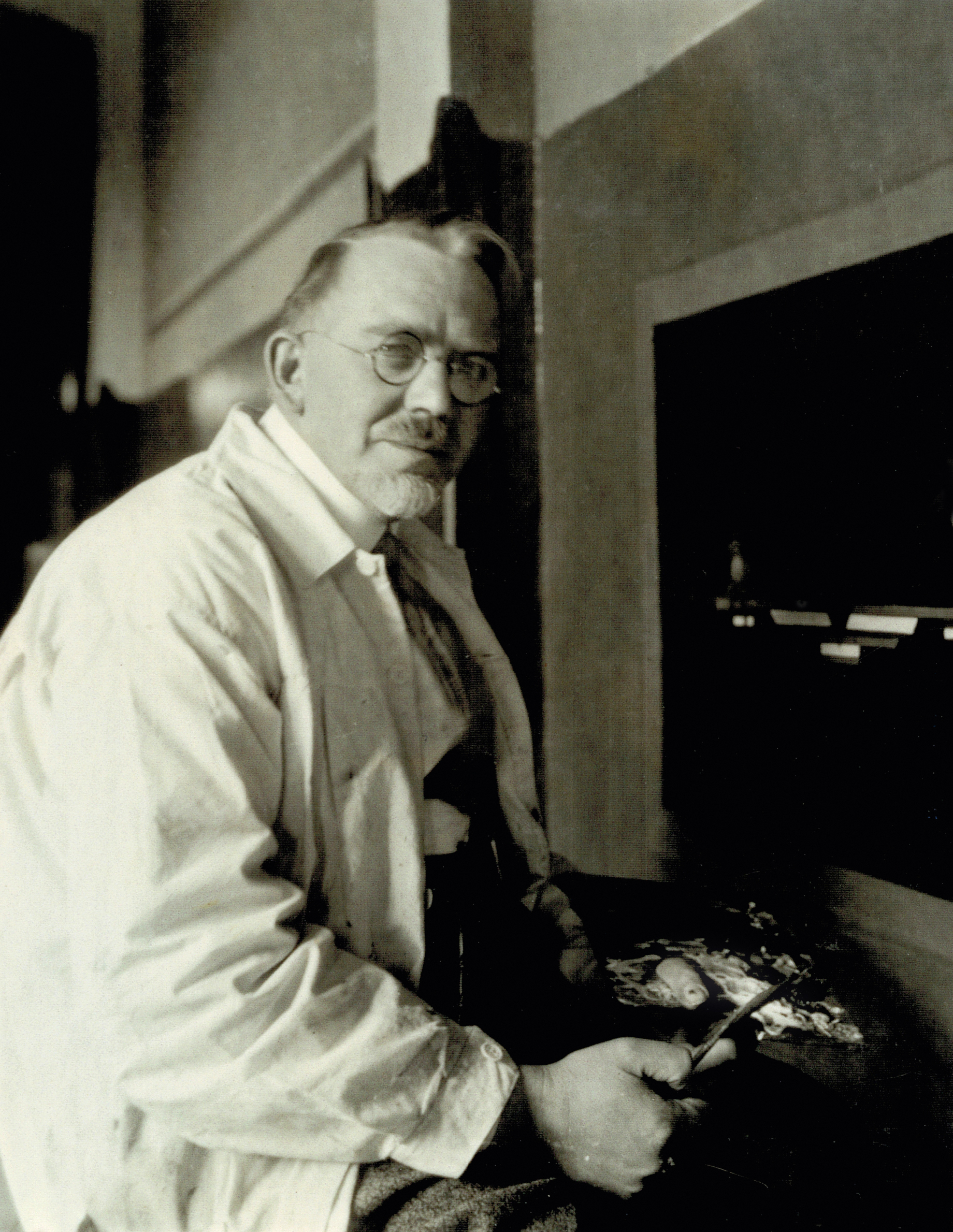
Nikolaus Niemeier, um 1920

Nikolaus Niemeier (* 25. Mai 1876 als Nicolaus Johannes Max Niemeier in Altona; † 1. Dezember 1934 in Berlin-Steglitz; auch Max Nikolaus Niemeier genannt) wirkte als Maler, niederdeutscher Dichter und Puppenspieler. Sein bekanntestes Werk ist der im Frühjahr 1922 geschaffene Rosenhimmel von Hiddensee, die Ausmalung des Tonnengewölbes in der Inselkirche Hiddensee. 1925 erschien der niederdeutsche Gedichtband De Sternseier, der 1996 eine Neuauflage erfuhr.

## Leben
Das Studium der Malerei begann Niemeier wie der gleichaltrige César Klein an der Kunstgewerbeschule in Hamburg. Er setzte es Anfang des 20. Jahrhunderts in Paris fort. Dort gehörte er zum Kreis der Künstlerinnen und Künstler, die sich zwischen 1903 und 1910 im Café du Dôme trafen. Er beendete sein Studium an der Akademie der Künste in Berlin.
Im Ersten Weltkrieg wurde Niemeier an der Westfront eingesetzt und so schwer verletzt, dass er den Rest seines Lebens das rechte Bein nachzog.

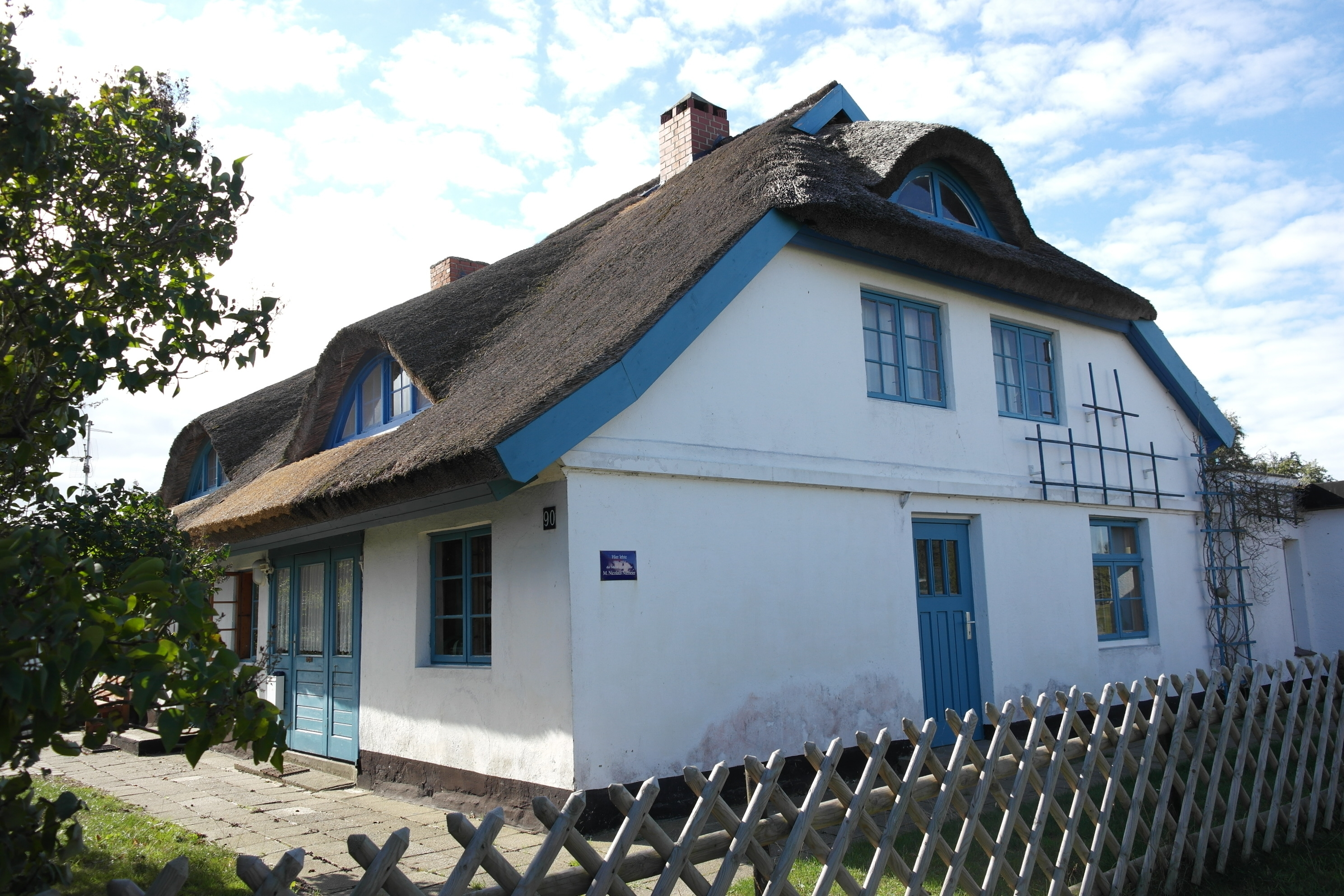
Niemeiers Wohnhaus am Norderende 90 in Vitte auf Hiddensee

1919 erwarb Niemeier das Fischerhaus am Norderende 90 in Vitte auf Hiddensee, in dem er bis 1932 lebte, während er sein Atelier in Berlin-Steglitz hatte.
Niemeier war fünf Mal jeweils nur wenige Jahre verheiratet. Aus den Ehen stammen vier Kinder. Seine vierte Ehefrau, Elisabeth Niemeier (geb. Häring, verw. Mendel, 1879–1962), wirkte bei den Ausstellungen des Hiddensoer Künstlerinnenbundes in der Blauen Scheune mit. Nach ihrer Scheidung 1932 bezog sie dort ein Zimmer, bis Henni Lehmann ihr angesichts der Verfolgung durch das NS-Regime die Scheune verkaufte. Elisabeth Niemeier bewahrte die Scheune und das Erbe des Künstlerinnenbundes bis zu ihrer Übersiedelung 1952 in den Westen.
Nikolaus Niemeier verbrachte die letzten drei Jahre seines Lebens in Berlin, wo er im Alter von 58 Jahren starb. Sein Atelier in der Berliner Albrechtstraße 38 mit seinen künstlerischen Hinterlassenschaften wurde 1942 bei einem der Luftangriffe auf Berlin zerstört.

## Werke

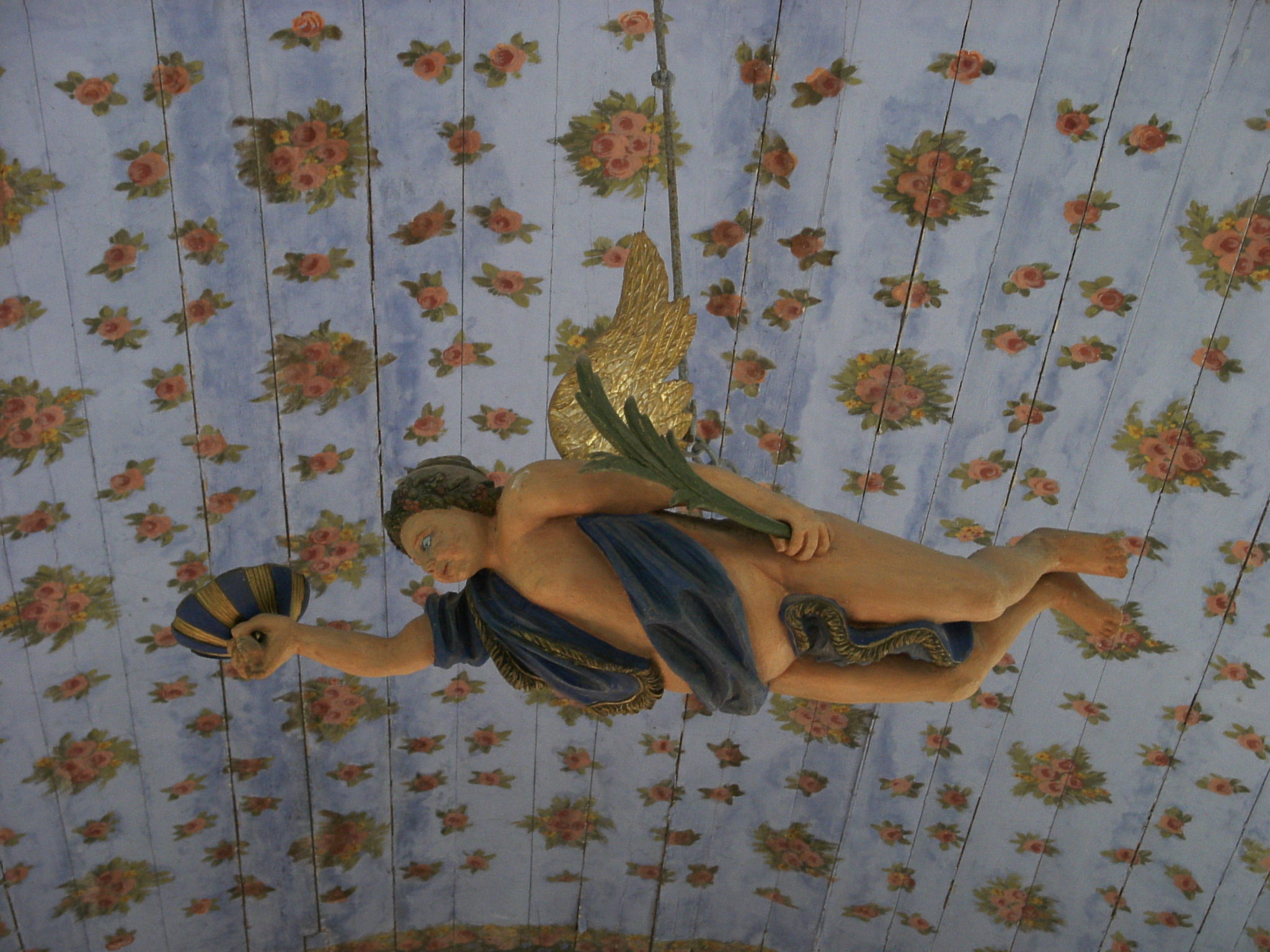
Schwebender Taufengel unter dem von Niemeier ausgemalten Tonnendecke der Inselkirche Hiddensee

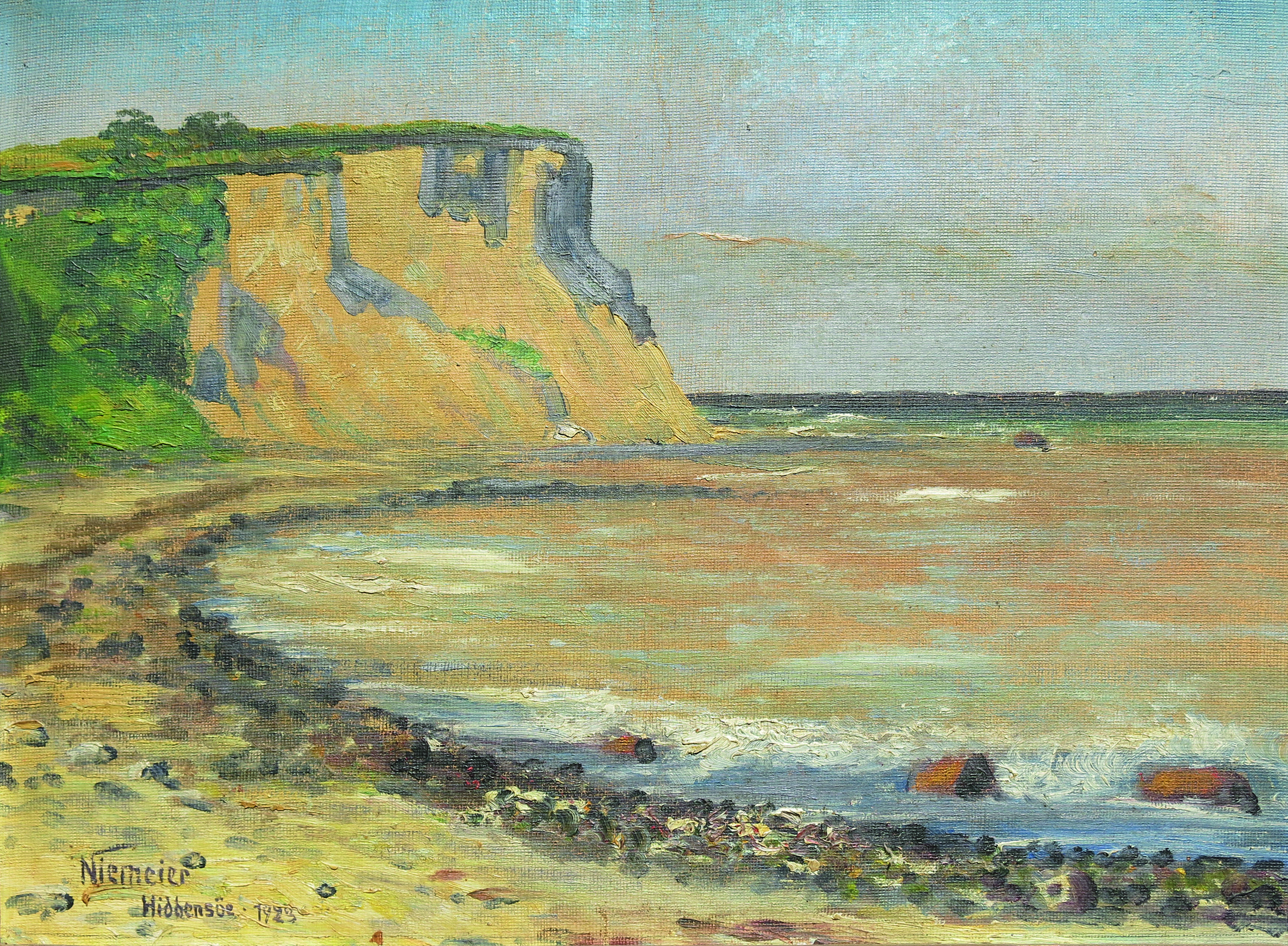
Steilküste auf Hiddensee, Ölgemälde 1925

Niemeiers bekanntestes Werk ist der Hiddenseer Rosenhimmel, auf den in jedem Reiseführer hingewiesen wird. Die Ausmalung der Decke der Kirche in Kloster Hiddensee erfolgte im Frühjahr 1922. Ursprünglich wurde die ausgemalte Decke von auf die Wände gemalten Pilastern getragen. Auf Vorschlag des Dresdner Architekturprofessors Helmut Trauzettel wurden 1965 bei der Renovierung der Kirche die Kirchenwände weiß übermalt, um mehr Licht auf die mehr als 1200 Rosen der Decke fallen zu lassen.
Anders als bei seinem Künstlerfreunden Emil Orlik und Cesar Klein sind nur wenige Radierungen und Gemälde von Nikolaus Niemeier erhalten. Im Heimatmuseum von Hiddensee wird sein 1923 gemaltes Bild Das Spuckhaus gezeigt. Als Postkarten verbreitet sind ein Überblick über die Hausmarken auf Hiddensee und sein Gedicht Hiddensee.
Niemeiers niederdeutscher Gedichtband De Sternseier erschien 1925 im Verlag von Walter Krohß in Bergen auf Rügen. Das den Gedichten vorangestellte Motto lautet Kummst du to mi, kummst du to di. In Rezensionen wurde Niemeier als niederdeutscher Dichter gerühmt und vor allem die Musikalität seiner Texte hervorgehoben. Die Komponistin Charlotte Kaufmann hat mehrere seiner Gedichte vertont.
In den wirtschaftlich schwierigen Jahren der 1920er Jahre behalf sich Niemeier mit seinem Puppenspiel, um die wirtschaftliche Situation ein wenig zu verbessern. Der Schauspieler und Regisseur Karl Huck, künstlerischer Leiter der Seebühne auf Hiddensee, nennt Niemeier gern seinen Vorgänger.